# 亞美尼亞死刑制度
亞美尼亞死刑制度是在亚美尼亚刑法和宪法范围内执行的一种惩罚方法，直到2003年宪法修改后才予以废除。死刑的起源在亚美尼亚是不为人知的，但它仍然存在于1961年的亚美尼亚刑法中，该刑法一直执行和适用到1999年。亚美尼亚立法中纳入了死刑，并对死刑罪行实行死刑，这些罪行被列为可判处死刑的罪行，包括叛国、间谍活动、一级谋杀、恐怖主义行为和严重军事罪行。
亚美尼亚最后一次公开使用死刑是在1991年，当时对着犯人头部开了一枪執行。在此之后，死刑被暂停执行，并受到了来自国内和国际组织的严厉批评。